# Horsaryd och Stilleryd
Horsaryd och Stilleryd – miejscowość (tätort) w Szwecji, w regionie administracyjnym (län) Blekinge, w gminie Karlshamn.
Według danych Szwedzkiego Urzędu Statystycznego liczba ludności wyniosła: 355 (31 grudnia 2015), 339 (31 grudnia 2018) i 334 (31 grudnia 2019).